# 부세 나즈 차크롤루
부세 나즈 차크롤루(튀르키예어: Buse Naz Çakıroğlu, 1996년 5월 26일~)는 튀르키예의 권투 선수로 2020년 하계 올림픽에서 여자 플라이급 은메달을 획득했다. 또한 세계 선수권 대회에서 1회 우승, 1회 준우승, 유러피언 게임에서 금메달 2개를 획득했다.

## 같이 보기
- 부세나즈 쉬르메넬리